# Paul-Louis Delance
Paul-Louis Delance (París,14 de marzo de 1848 - ibídem, 16 de octubre de 1924), fue un pintor francés.

## Biografía

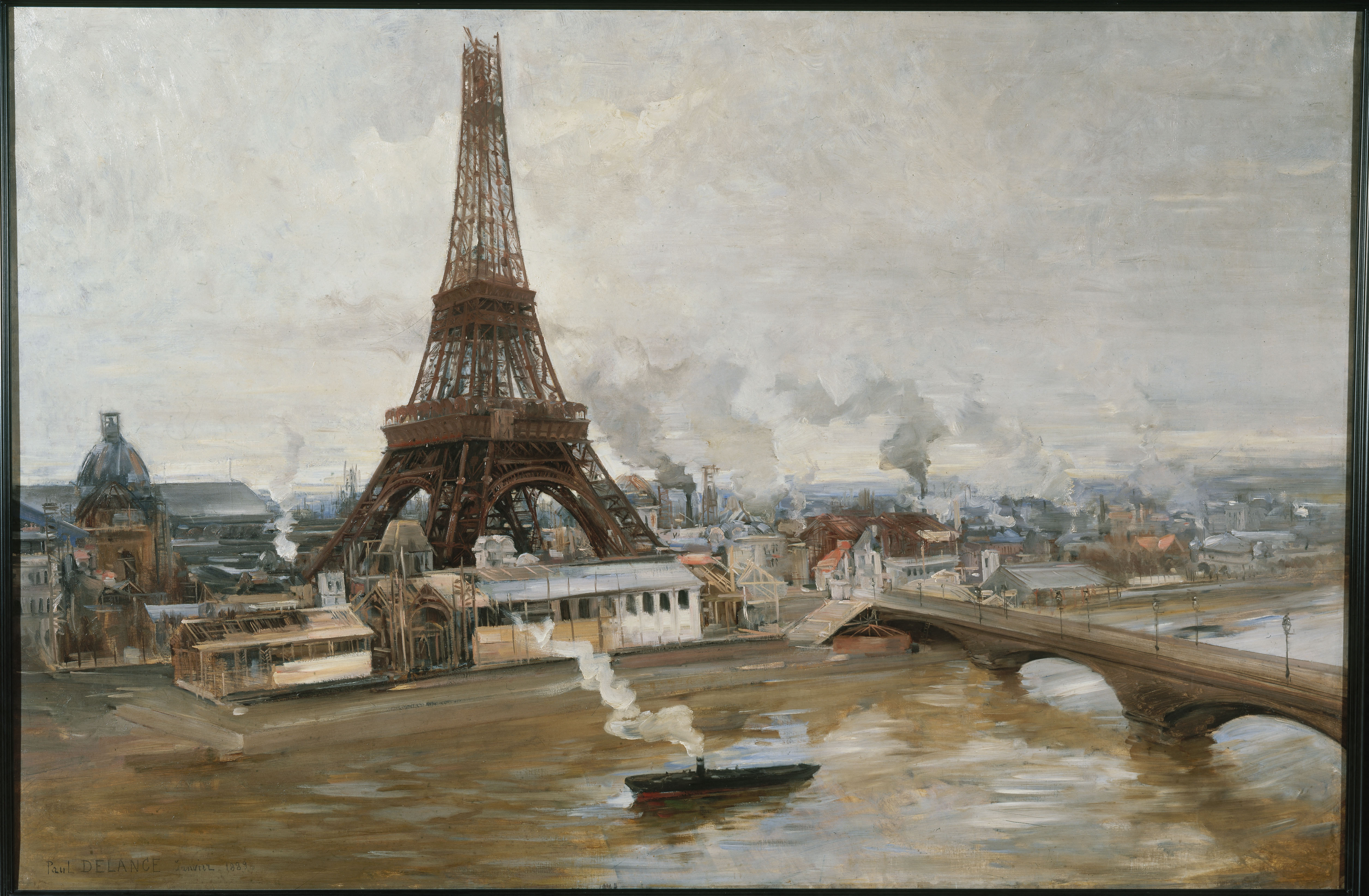
La Torre Eiffel y el Campo de Marte en enero de 1889 (1889), museo Carnavalet, París.

Alumno de Jean-Léon Gérôme y de Léon Bonnat en la Escuela de Bellas Artes de París, Paul-Louis Delance inició su carrera realizando encargos estatales bajo la Tercera República.
Artista prolífico, participó en el Salón de los Artistas Franceses. Obtuvo en 1880 una mención de honor y se convirtió en habitual del Salón. En 1881, recibió una medalla de tercera clase por su cuadro El Regreso de la bandera, inspirado de un poema de Paul Déroulède. El cuadro de La Leyenda de san Denis le vale en 1888 la medalla de primera clase. Al año siguiente, es La Torre Eiffel y el Campo-de Marte en enero de 1889 (museo Carnavalet, París) la obra que le permite obtener una medalla de bronce.
De su pincel surgieron numerosos cuadros representando mujeres elegantes, pero también trató escenas históricas que muestran su compromiso republicano y socialista en un contexto naturalista, como El Regreso de la bandera o El Domingo 4 de septiembre 1870, Jules Simon proclama la República en la plaza de la Concordia y La Huelga en Sant-Ouen (1908, museo de Orsay, París).
Se casó con Julie Feurgard, una joven pintora que fue también su alumna. Julie evolucionó como otras pintoras de su época, y tuvo como amiga y condiscipula a Louise Breslau, que realizará su retrato en 1886 titulado Bajo los manzanos. A partir de su matrimonio, firmará sus telas como Julie Delance-Feurgard (1859-1892).
Paul Delance y Julie Feurgard tuvieron una hija, Alice, aunque Julie falleció poco tiempo después del nacimiento de su hija.
La muerte de su mujer en 1892 supuso un cambio en la temática de los cuadros de Delance. Abandonó los cuadros históricos por el paisaje, el retrato y la pintura religiosa.
Entre 1895 y 1899, realizó la decoración del coro de la iglesia de Notre-Dame de Oloron-Saint-Marie sobre el tema de la vida de la Virgen. En el eje del ábside pintó una Coronación de la Virgen sobre el interior de una media cúpula.
En sus últimos años, se orientó hacia el intimismo en sus cuadros, con títulos como Rêverie, Las Tres Edades en 1897, o la Felicidad perdida en 1905.
Paul-Louis Delance fue nombrado caballero de la Legión de Honor el 17 de enero de 1908.
Está enterrado al cementerio de Passy de París.
Su hija, Alice Delance, vivirá en la casa taller de su padre en el Distrito 15 de París hasta su fallecimiento en los años 1970.
En 2012, se publicó una monografía y un catálogo comentado consagrados a su vida y a su obra, realizados por Melle Bérengère Lépine en el marco de sus estudios.